# Pogny
Cet article possède des paronymes, voir Pagny, Bogny et Pougny.
Pogny est une commune française située dans le département de la Marne, en région Grand Est.

## Géographie

### Localisation
Pogny se trouve au centre/sud-est du département de la Marne, en région Grand Est. La commune appartient à la région agricole de la vallée de la Marne.
La commune de Pogny s'étend sur une superficie de 1 405 hectares. Elle comprend une enclave séparée du reste de la commune par la commune voisine d'Omey, la Noue Guyon. Au sud-ouest de la commune, le village de Pogny est situé entre la rive droite de la Marne (à l'ouest) et la route nationale 44 (à l'est).
Sur le territoire communal, l'altitude varie de 85 à 172 mètres. Le relief est marqué à l'ouest par la vallée de la Marne. À l'est, les collines de la Champagne crayeuse sont entamées par la Moivre, qui s'écoule depuis Francheville (au nord-est) jusqu'à la Marne. Le point culminant de Pogny se trouve au Mont Faverger, à l'est de la commune.
Par la route, Pogny se situe à 15 km de Châlons-en-Champagne, préfecture de la Marne, à 20 km de Vitry-le-François, et à 4,5 km de Saint-Germain-la-Ville, siège de la communauté de communes de la Moivre à la Coole dont Pogny fait partie. La commune fait en outre partie du bassin de vie de Châlons-en-Champagne.
Pogny est limitrophe de 7 communes :
|                 | Vésigneul-sur-Marne | Marson, Francheville |
| Togny-aux-Bœufs | Pogny               |                      |
| Vitry-la-Ville  | Cheppes-la-Prairie  | Omey                 |

### Hydrographie
La commune est dans la région hydrographique « la Seine de sa source au confluent de l'Oise (exclu) » au sein du bassin Seine-Normandie. Elle est drainée par la Marne, le canal latéral à la Marne, la Moivre et la noue la Guyon,.
La Marne prend sa source sur le plateau de Langres, dans la commune de Saints-Geosmes (Haute-Marne) et se jette dans la Seine entre Charenton-le-Pont et Alfortville (Val-de-Marne) dans le quartier de Conflans-l'Archevêque. 
Le canal latéral à la Marne est un canal, chenal navigable de 67 km reliant Vitry-le-François à Mardeuil où il se jette dans la Marne . 
La Moivre, d'une longueur de 23 km, prend sa source dans la commune de Moivre et se jette dans la Marne à Vésigneul-sur-Marne, après avoir traversé huit communes. 
Deux plans d'eau complètent le réseau hydrographique : la gravière 1 des Lignes, d'une superficie totale de 2,6 ha (2,6 ha sur la commune) et la gravière 2 des Lignes (2,3 ha),.

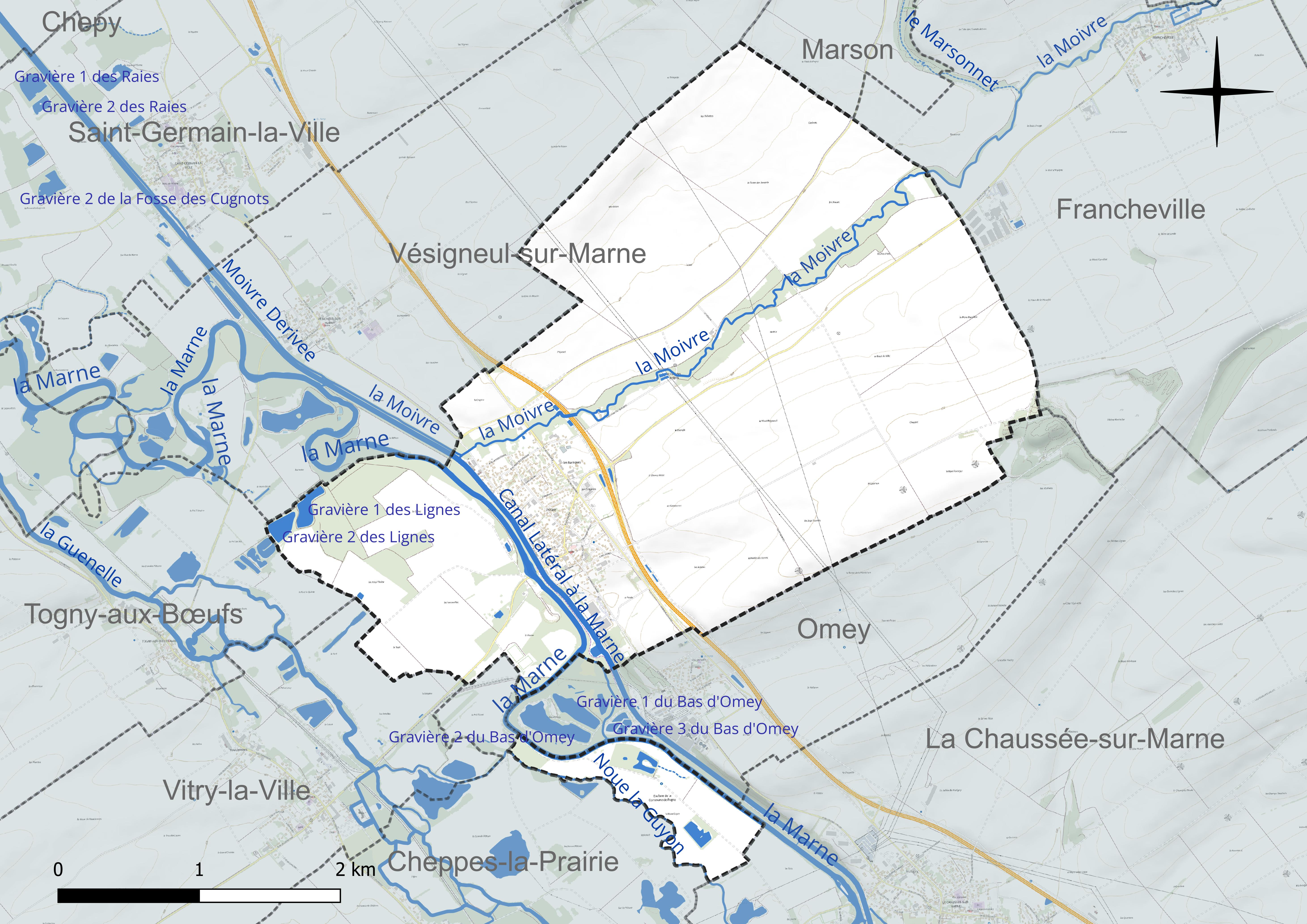
Réseau hydrographique de Pogny.

### Climat
Pour des articles plus généraux, voir Climat du Grand Est et Climat de la Marne.
En 2010, le climat de la commune est de type climat océanique dégradé des plaines du Centre et du Nord, selon une étude du Centre national de la recherche scientifique s'appuyant sur une série de données couvrant la période 1971-2000. En 2020, Météo-France publie une typologie des climats de la France métropolitaine dans laquelle la commune est exposée à un climat océanique altéré et est dans la région climatique  Nord-est du bassin Parisien, caractérisée par un ensoleillement médiocre, une pluviométrie moyenne régulièrement répartie au cours de l’année et un hiver froid (3 °C). 
Pour la période 1971-2000, la température annuelle moyenne est de 10,6 °C, avec une amplitude thermique annuelle de 16,3 °C. Le cumul annuel moyen de précipitations est de 709 mm, avec 11,6 jours de précipitations en janvier et 8 jours en juillet. Pour la période 1991-2020, la température moyenne annuelle observée sur la station météorologique de Météo-France la plus proche, « Somme-Vesle », sur la commune de Somme-Vesle à 16 km à vol d'oiseau, est de 10,7 °C et le cumul annuel moyen de précipitations est de 782,0 mm. 
La température maximale relevée sur cette station est de 41,5 °C, atteinte le 25 juillet 2019 ; la température minimale est de −17,6 °C, atteinte le 21 février 1994,,. 
Les paramètres climatiques de la commune ont été estimés pour le milieu du siècle (2041-2070) selon différents scénarios d'émission de gaz à effet de serre à partir des nouvelles projections climatiques de référence DRIAS-2020. Ils sont consultables sur un site dédié publié par Météo-France en novembre 2022.

### Milieux naturels et biodiversité
L'Inventaire national du patrimoine naturel (INPN) recense 572 espèces sur le territoire de la commune, dont 138 espèces protégées et 60 espèces menacées.
La partie de la commune à l'ouest de la Marne fait partie de la zone naturelle d'intérêt écologique, faunistique et floristique (ZNIEFF) de type II de la « vallée de la Marne de Vitry-le-François à Épernay », qui s'étend sur plus de 13 000 hectares entre ceux deux villes. La ZNIEFF constitue une mosaïque de milieux naturels riches en faune et en flore : rivières, noues et bras morts, plans d'eau de gravières, ormaies-frênaies inondables, chênaies pédonculées-frênaies mésophiles, prairies inondables, friches humides, magnocariçaies, roselières, cultures et peupleraies.
La ZNIEFF de type I « méandre de la Marne et anciennes gravières à Omey », comprise dans la ZNIEFF de type II de la vallée de la Marne précitée, déborde par ailleurs sur le territoire de Pogny,.

## Urbanisme

### Typologie
Au 1er janvier 2024, Pogny est catégorisée bourg rural, selon la nouvelle grille communale de densité à sept niveaux définie par l'Insee en 2022.
Elle est située hors unité urbaine. Par ailleurs la commune fait partie de l'aire d'attraction de Châlons-en-Champagne, dont elle est une commune de la couronne,. Cette aire, qui regroupe 97 communes, est catégorisée dans les aires de 50 000 à moins de 200 000 habitants,.

### Occupation des sols
L'occupation des sols de la commune, telle qu'elle ressort de la base de données européenne d’occupation biophysique des sols Corine Land Cover (CLC), est marquée par l'importance des territoires agricoles (86,7 % en 2018), une proportion sensiblement équivalente à celle de 1990 (87,4 %). La répartition détaillée en 2018 est la suivante : 
terres arables (84,4 %), forêts (7,8 %), zones urbanisées (5,2 %), prairies (1,9 %), zones agricoles hétérogènes (0,3 %), eaux continentales (0,2 %). L'évolution de l’occupation des sols de la commune et de ses infrastructures peut être observée sur les différentes représentations cartographiques du territoire : la carte de Cassini (XVIIIe siècle), la carte d'état-major (1820-1866) et les cartes ou photos aériennes de l'IGN pour la période actuelle (1950 à aujourd'hui).

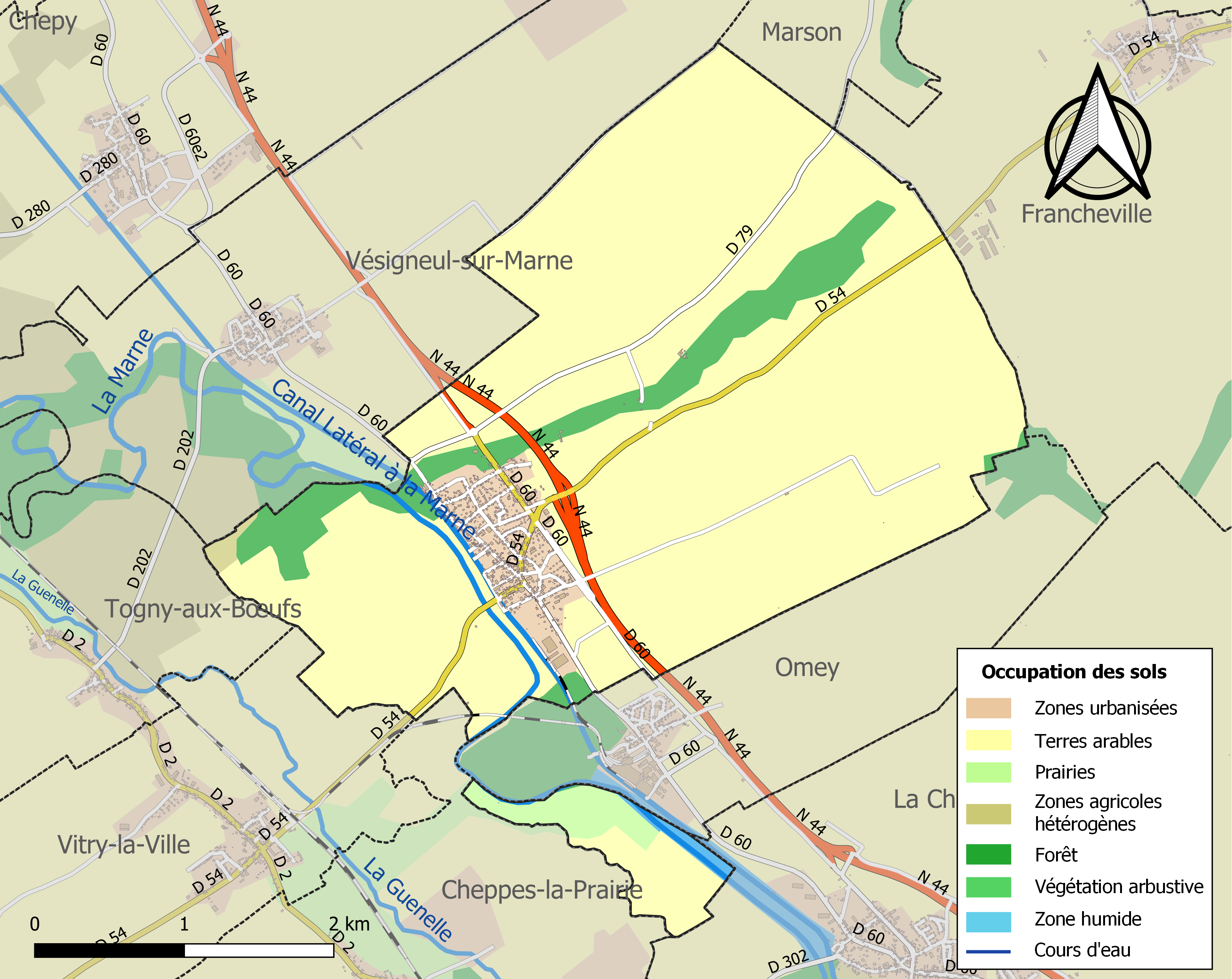
Carte des infrastructures et de l'occupation des sols de la commune en 2018 (CLC).

## Toponymie
Le nom de la localité est attesté sous les formes Villa Sancte Marie de Pugneio (1107) ; Poegni (1159) ; Poini (1164-1191) ; Poigniacum, Poigneium (1211) ; Pongny (1238) ; Poigneyum (1239) ; Pooigni (1240) ; Pooignei (vers 1252) ; Pongneium (1279) ; Poigney (1296) ; Poingneyum (1299) ; Poingny (1320) ; Pougny (1376) ; Pogny (1403) ; Pongney (1515) ; Posgny (1552) ; Poigny (1556) ; Pogneium (1755).

## Politique et administration

### Intercommunalité
La commune, antérieurement membre de la communauté de communes de la Vallée de la Craie, est membre, depuis le 1er janvier 2014, de la communauté de communes de la Moivre à la Coole.
En effet, conformément au schéma départemental de coopération intercommunale de la Marne du 15 décembre 2011, cette communauté de communes de la Moivre à la Coole est issue de la fusion, au 1er janvier 2014, de la Communauté de communes de la Vallée de la Coole, de  la Communauté de communes de la Guenelle, de la Communauté de communes du Mont de Noix et de la Communauté de communes de la Vallée de la Craie.

### Liste des maires
| Période                                  | Période                    | Identité      | Étiquette | Qualité        |
| ---------------------------------------- | -------------------------- | ------------- | --------- | -------------- |
| Les données manquantes sont à compléter. |                            |               |           |                |
| avant 1876                               | après 1877                 | Lemaire       |           |                |
| avant 1981                               |                            | Jean Cuitot   |           |                |
| Les données manquantes sont à compléter. |                            |               |           |                |
| mars 2001                                | avril 2005                 | Marc Viguier  |           | Démissionnaire |
| 2005                                     | mai 2020                   | Maurice Huet, |           |                |
| mai 2020                                 | En cours (au 17 juin 2020) | Michel Adnet  |           |                |

## Équipements et services publics

### Eau et déchets
L'approvisionnement en eau potable et l'assainissement des eaux usées sont des compétences de la communauté de communes de la Moivre à la Coole. La commune de Pogny est alimentée en eau potable par le captage de la Prière, situé sur son territoire. L'approvisionnement en eau potable est délégué à Veolia. L'assainissement y est non collectif.
Le service public des déchets est assuré par le Syndicat mixte du Sud-Est Marnais (SYMSEM), qui a mis en place une redevance incitative. La collecte des ordures ménagères résiduelles (en bacs noirs pucés ou en sacs rouges prépayés) et des emballages ménagers recyclables (en sacs jaunes) est réalisée en porte à porte. Le SYMSEM adhérant au syndicat de valorisation des ordures ménagères de la Marne (SYVALOM), ces déchets sont amenés en centre de transfert à Sainte-Menehould ou Vitry-en-Perthois, puis valorisés sur le site de La Veuve. La collecte du verre se fait en apport volontaire, avant transformation dans une usine de Reims. Pour les déchets volumineux ou dangereux, le SYMSEM met à disposition de ses habitants une plateforme de déchets verts et gravats, à Saint-Amand-sur-Fion, ainsi que 12 déchèteries, dont celle de Pogny. Avec 8 976 passages en 2023, la déchèterie de Pogny est l'une des plus fréquentées du SYMSEM.

### Enseignement
Pogny fait partie de l'académie de Reims.
La commune dépend de l'école primaire de la Vallée de la Craie, installée chemin des Ecoliers à Vésigneul-sur-Marne et accueillant 187 élèves de classes maternelles et élémentaires (chiffres 2024-2025).
Les enfants de Pogny sont ensuite rattachés au collège Jean Moulin de Saint-Memmie et au lycée Étienne Oehmichen de Châlons-en-Champagne.

### Postes et télécommunications
Deux boîtes aux lettres de La Poste se trouvent sur le territoire de la commune, rue Charles Lemaire et route des Crayères. Le bureau de poste le plus proche est situé à La Chaussée-sur-Marne, à environ 4 km de Pogny.

### Justice, sécurité et secours
Du point de vue judiciaire, Pogny relève du conseil de prud'hommes, du tribunal de commerce, du tribunal judiciaire, du tribunal paritaire des baux ruraux et du tribunal pour enfants de Châlons-en-Champagne, dans le ressort de la cour d'appel de Reims. Pour le contentieux administratif, la commune dépend du tribunal administratif de Châlons-en-Champagne et de la cour administrative d'appel de Nancy.
Pogny est située en secteur Gendarmerie nationale et dépend de la brigade de Vitry-la-Ville.
En matière d'incendie et de secours, la commune dépend du Service départemental d'incendie et de secours (SDIS) de la Marne.

## Démographie
L'évolution du nombre d'habitants est connue à travers les recensements de la population effectués dans la commune depuis 1793. Pour les communes de moins de 10 000 habitants, une enquête de recensement portant sur toute la population est réalisée tous les cinq ans, les populations de référence des années intermédiaires étant quant à elles estimées par interpolation ou extrapolation. Pour la commune, le premier recensement exhaustif entrant dans le cadre du nouveau dispositif a été réalisé en 2007.

En 2022, la commune comptait 906 habitants, en évolution de −1,52 % par rapport à 2016 (Marne : −1,19 %, France hors Mayotte : +2,11 %).
| 1793 | 1800 | 1806 | 1821 | 1831 | 1836 | 1841 | 1846 | 1851 |
| ---- | ---- | ---- | ---- | ---- | ---- | ---- | ---- | ---- |
| 768  | 833  | 808  | 771  | 818  | 881  | 853  | 853  | 823  |

| 1856 | 1861 | 1866 | 1872 | 1876 | 1881 | 1886 | 1891 | 1896 |
| ---- | ---- | ---- | ---- | ---- | ---- | ---- | ---- | ---- |
| 789  | 776  | 741  | 668  | 661  | 636  | 643  | 615  | 589  |

| 1901 | 1906 | 1911 | 1921 | 1926 | 1931 | 1936 | 1946 | 1954 |
| ---- | ---- | ---- | ---- | ---- | ---- | ---- | ---- | ---- |
| 571  | 617  | 597  | 551  | 564  | 597  | 599  | 636  | 610  |

| 1962 | 1968 | 1975 | 1982 | 1990 | 1999 | 2006 | 2007 | 2012 |
| ---- | ---- | ---- | ---- | ---- | ---- | ---- | ---- | ---- |
| 560  | 574  | 654  | 681  | 718  | 635  | 800  | 823  | 902  |

| 2017 | 2022 | - | - | - | - | - | - | - |
| ---- | ---- | - | - | - | - | - | - | - |
| 916  | 906  | - | - | - | - | - | - | - |

## Culture locale et patrimoine

### Lieux et monuments
- Église de la Nativité-de-Notre-Dame de Pogny, église construite du XIIe siècle au XVIIIe siècle. Elle a été bombardée en septembre 1914. Les restaurations définitives ont commencé en 1931 mais a été de nouveau bombardée en juin 1940 nécessitant une nouvelle campagne de restauration à partir de 1947.
- Nécropole celtique de type laténien,  dont une des tombes pourrait être celle d'un druide[57].
- Groupe d'éoliennes étendu sur la commune ainsi que celle d'Omey et de La Chaussée-sur-Marne, dont la plus haute mesure 122 m.

### Personnalités liées à la commune
- Le colonel Hubert-Joseph Henry de l'affaire Dreyfus, né à Pogny en 1846, est inhumé dans le cimetière de la commune.
- Le général de brigade Jules Marcel Cheminon, commandeur de la Légion d'Honneur, né le 04/04/1857 à Pogny, décédé le 12/02/1940 à Bordeaux[réf. nécessaire].
- Le général de division Louis Vigy (1847-1917)[58]. Né le 04/11/1847 à Pogny, décédé le 11/12/1917 à Evreux, s'est distingué au Maroc (bataille pour le Haut-Guir), Grand officier de la Légion d'Honneur et Croix de guerre.
- Élisabeth Bardon (1894-1984), artiste peintre[59].
- La famille Bonviolle a ses racines depuis le XVIe siècle à Pogny : dont Pierre Narcisse Bonviolle né le 9 mai 1825, militaire, Chevalier de la Légion d'Honneur (Campagne de Crimée, son fils Charles Henri Gabriel Bonviolle, général de brigade, né à Metz le 6 septembre 1867 et mort à Toulouse le 18 octobre 1949 à Toulouse, Médaille militaire, Commandeur de la Légion d'honneur (héros de la bataille de Verdun, défense de Hautmont et de Samogneux). Le Bois de Hautmont est séparé du Bois des Caures par une petite vallée[réf. nécessaire].
- Le docteur Edouard Baffet, qui y réalisa des fouilles archéologiques.

### Anciennes familles notables
La famille Saguez est originaire de Pogny. Elle y possédait des terres en 1396. Elle figure dans une charte du Chapitre Saint-Étienne de Châlons en date du 21 janvier 1396.

### Héraldique
| Blason de Pogny | Blason  | D'azur au pont ancien d'une arche d'argent, maçonné de sable, mouvant des flancs, posé sur une burelle ondée aussi d'argent, le tout soutenu d'une roue de moulin coupée d'or, au chef cousu de gueules chargé de trois flammes aussi d'or. |
| Blason de Pogny | Détails | Le statut officiel du blason reste à déterminer. |